# Michele Zaza
Michele Zaza (Procida, 10 aprile 1945 – Roma, 18 luglio 1994) è stato un mafioso italiano, considerato uno dei più importanti boss della Camorra dedito al contrabbando e narcotraffico. Era parente dei camorristi Ciro, Gennaro e Vincenzo Mazzarella ed era affiliato a Cosa nostra.

## Biografia
Figlio di un pescatore di Procida, Michele detto 'o pazzo per il carattere irruente già da ragazzino collezionò denunce per porto abusivo di armi, lesioni e tentato omicidio, accuse che non si tradurranno mai in processi. Si dedicò, insieme ad Umberto Ammaturo (da cui subì anche un agguato, dove rimase ferito ad una gamba) al contrabbando, attività che negli '70 ed '80 era una delle principali voci dell'economia di Camorra e Cosa nostra, per questo diventò il punto di riferimento di Gerlando Alberti e Alfredo Bono venendo affiliato alla famiglia di Michele Greco e alleandosi poi con boss siciliani del calibro di Stefano Bontate, Rosario Riccobono e Tommaso Spadaro.
Nel 1974 era finito sotto inchiesta per associazione mafiosa insieme a Gerlando Alberti, Stefano Bontate, Rosario Riccobono e Gaspare Mutolo e nel 1977 un'indagine della Guardia di Finanza accertò che con il contrabbando Zaza aveva raggiunto un fatturato stratosferico. Il suo giro d'affari era di 150 miliardi di lire e i Carabinieri perquisirono una sede del PSDI dove Zaza riceveva i suoi sodali ma fu solo denunciato a piede libero perché gli ufficiali non avevano alcuna autorizzazione. Il 28 febbraio 1977 Zaza fu sorpreso in un ristorante mentre partecipava a un summit insieme a Vincenzo Spadaro, Ciro Mazzarella, Nunzio La Mattina e Alfredo Bono mentre il 9 settembre dello stesso anno i Carabinieri sempre nel circolo del PSDI trovarono Zaza in compagnia di Bernardo Brusca e Filippo Messina sequestrando dei carteggi relativi al contrabbando di sigarette. 
In quel periodo Michele Zaza partecipò anche ai vertici con diversi boss di Cosa nostra come Pippò Calò e Totò Riina nella tenuta di Lorenzo Nuvoletta a Marano facendosi accompagnare dal fratello Salvatore: è qui che nel 1979 si decise di comune accordo lo scioglimento della "società" tra napoletani e siciliani relativa al contrabbando a causa delle difficoltà a controllare l'attività di Michele Zaza e Tommaso Spadaro. Le indagini intanto avevano prodotto risultati e Zaza nel frattempo si era lanciato nel traffico di droga (sempre mettendosi in affari con Umberto Ammaturo), un business che consentiva un arricchimento ancora più rapido rispetto al contrabbando.
Nel tentativo di fermare il potere di Raffaele Cutolo, che peraltro pretendeva una tangente di 20.000 lire su ogni cassa di sigarette scaricata a Napoli, nel 1978 Zaza riunì diversi boss nella cosiddetta "Onorata Fratellanza" e tentò di stabilire una spartizione del territorio tra Nuova Camorra Organizzata e Nuova Famiglia. Cutolo si oppose a tale mediazione e i boss si costituirono come Nuova Famiglia dando origine a una sanguinaria faida di camorra. Cutolo si rese conto che Zaza potesse diventare un ostacolo alle sue mire espansionistiche e decise di ucciderlo a Roma dove 'o pazzo si era stabilito per sfuggire a un ordine di carcerazione riuscendo a nascondersi grazie all'appoggio di Cosa nostra; Vincenzo Casillo e Giuseppe Puca dovettero quindi rinunciare alla loro missione omicida. Lo scontro avvenne anche nelle carceri, dove si rese necessario dividere i galeotti appartenenti ai gruppi antagonisti. I morti, tra il 1978 e il 1985, furono 1242.
Zaza fu arrestato una prima volta il 18 giugno 1981 a Roma con indosso un giubbotto antiproiettile e circa un miliardo e mezzo di lire, tra banconote e assegni, arrotolati nelle tasche. Tre mesi dopo in una villa di Montecompatri la polizia arrestò una dozzina di elementi del suo clan che risultò così parecchio indebolito. Nel frattempo Zaza venne ricoverato nel reparto di cardiologia del Policlinico per poi tornare nel carcere di Poggioreale dove cominciò uno sciopero della fame rifiutando anche i medicinali con l'obiettivo di farsi trasferire nuovamente al Policlinico. Riuscì ad ottenere la libertà vigilata ma non poteva soggiornare in Lazio e Campania né poteva andare all'estero. Dieci mesi più tardi la squadra mobile di Milano lo denunciò per uso di atto falso e concorso in falsificazione dopo averlo trovato in possesso di un passaporto rilasciato dalla Questura di Roma nel 1979 e una patente rilasciata a Napoli nel 1965, entrambi intestati a un inesistente Michele Zara; Zaza aveva varcato più volte i confini italiani recandosi negli Stati Uniti, in Francia e in Grecia.
Nell'ottobre del 1981 venne condannato a 9 anni e 4 mesi di reclusione più 4 miliardi di multa per associazione a delinquere, esportazione di valuta, contrabbando ed evasione dell'IVA. 
Il 12 novembre 1982 venne arrestato a Roma a bordo di una Autobianchi A112; la violazione degli obblighi della sorveglianza speciale gli costò una condanna di 3 anni e 6 mesi. Mentre faceva la spola tra il carcere e l'ospedale per i problemi al cuore, la Procura di Roma emise un altro mandato di cattura per associazione camorristica. Il 24 gennaio 1983 uno squadrone di 12 uomini mandati da Cutolo sulla base di una soffiata fece irruzione in una clinica napoletana non trovandovi però Michele Zaza; dal registro delle presenze evinsero che fino 48 ore prima vi era ricoverato il fratello Salvatore. 
Per sfuggire a un altro agguato, la sera del 29 dicembre 1983 scappò dalla clinica "Mater Dei" di Roma dove era agli arresti ospedalieri per motivi di salute. Pochi giorni dopo la fuga, Zaza scrisse al giudice di essere stato costretto a scappare e si dichiarò disponibile a costituirsi se gli fosse stata garantito il ricovero sotto protezione in una casa di cura.
Zaza si era rifugiato a Parigi e la conferma arrivò quando accolse moglie e figli e quando parlò con dei parenti al telefono non immaginando di essere intercettato. Il boss fu quindi catturato il 16 aprile 1984 mentre usciva di casa con la famiglia e fu estradato il 1º agosto per i reati di associazione a delinquere, traffico di stupefacenti, falsificazione di passaporto e corruzione di pubblico ufficiale. Inoltre finirono sotto sequestro beni per un valore complessivo di 5 miliardi di lire tra cui azioni di una società immobiliare, 4 villini e diversi negozi. Il 20 settembre 1985 Giovanni Falcone fece arrestare suo fratello Salvatore il quale secondo il pentito Tommaso Buscetta era uno degli uomini che tenevano i contatti con Cosa Nostra per il narcotraffico. In autunno la magistratura napoletana emise un nuovo mandato di cattura per associazione a delinquere di stampo mafioso finalizzata al traffico di stupefacenti e fu ricoverato nell'infermeria del carcere di Regina Coeli mentre vano fu il tentativo dei suoi avvocati di chiedere la libertà provvisoria.
Nel carcere romano strinse amicizia con Claudio Sicilia, un napoletano legato alla Banda della Magliana e affiliato alla NCO di Cutolo, la cui figlia avrà come madrina la moglie di Zaza. Il 23 aprile 1986 il Tribunale di Napoli inflisse 64 condanne ad affiliati al clan Zaza con Salvatore Zaza e Ciro Mazzarella che furono condannati a 10 anni. Nel dicembre seguente vennero sequestrati diversi immobili ed esercizi commerciali. Il 28 gennaio 1987 iniziò il processo per associazione a delinquere ma il dibattimento venne subito sospeso poiché i medici non avevano autorizzato il trasferimento dall'ospedale Principe Umberto di Roma, dove era ricoverato e piantonato, all'aula di Castel Capuano a Napoli. Il 15 maggio seguente venne condannato a 10 anni solo per associazione di stampo camorristico mentre venne assolto dall'accusa di traffico di stupefacenti. Nel frattempo gli inquirenti appurarono che tra Italia e Stati Uniti c'erano grossi traffici di natura illecita nei quali erano coinvolti numerosi esponenti della camorra tra i quali anche Michele Zaza.
Per i problemi al cuore dal carcere venne trasferito all'ospedale Monaldi, una struttura napoletana specializzata nella cura di patologie cardiache dove si lasciò andare a comportamenti inappropriati come quando venne alle mani con un appuntato dei Carabinieri o come quando durante un interrogatorio colpì al volto un magistrato e diede una testata al suo avvocato. Nel gennaio del 1988 Zaza venne sottoposto a un intervento in una clinica romana. Mentre era in convalescenza la Corte d'Appello confermò la condanna a 10 anni. Nonostante fosse piantonato, riuscì ad evadere dalla clinica il 21 marzo 1988 ma poco dopo fu rintracciato in una pasticceria. Tre mesi dopo gli fu concessa la libertà provvisoria. Nel frattempo l'ufficio istruzione del Tribunale di Roma lo accusò di falso ideologico per aver chiesto e ottenuto nel 1979 il passaporto falso con il nome di Michele Zara. La prima sezione della Cassazione presieduta da Corrado Carnevale annullò la sentenza di condanna a 10 anni di carcere e stabilì che bisognava celebrare un altro processo di secondo grado. A novembre Zaza cercò di raggiungere la Costa Azzurra ma fu intercettato dalla polizia francese a Draguignan con addosso una pistola e un documento falso; dopo aver pagato una cauzione tornò in libertà. Si trasferì quindi in Francia non avendo condanne da espiare.
Il 16 marzo 1989 fu arrestato una seconda volta a Villeneuve-Loubet dove alloggiava in un lussuoso residence e possedeva uno yacht di 23 metri ormeggiato nei pressi di Montecarlo; le autorità scoprirono 500.000 sigarette il 14 febbraio precedente, quando partecipò a una riunione con una dozzina di camorristi interessati allo smercio in Europa di un grosso quantitativo di droga proveniente dalla Colombia. Nel carcere di Marsiglia resterà per 32 mesi. Il 15 aprile 1991 le autorità francesi e italiane condussero un'operazione che portò alle indagini di 200 persone (di cui alcuni erano carcerati, come lo stesso Michele Zaza) nel luglio, fu condannato a 3 anni dalla corte d'assise di Marsiglia, ma venne rilasciato il 15 novembre 1991 da una cauzione da ITL 250.000.000 con l'obbligo di rimanere a Villeneuve. Tuttavia il ministero di Grazia e Giustizia Italiano chiese al governo francese di estendere in campo internazionale il mandato di cattura emerso nei confronti di Zaza dai giudici Giovanni D'Urso e Paolo Mancuso: 'o pazzo venne accusato dal pentito catanese Antonino Calderone di essere stato coinvolto nel giugno del 1977 nell'omicidio dei contrabbandieri siciliani Alfredo Taborre e Giuseppe Barbera i cui cadaveri sarebbero poi stati seppelliti in un terreno dei fratelli Nuvoletta. Secondo la Criminalpol poi Zaza avrebbe avviato un piano di espansione dei suoi business in Francia, Paesi Bassi e Portogallo tentando di mettere le basi anche in Austria, Germania e Regno Unito e una parte degli investimenti sarebbe finita nei casinò della Costa Azzurra. Nel frattempo la Corte di Appello di Napoli lo condannò nella primavera del 1992 a 6 anni e 6 mesi per associazione camorristica finalizzata al contrabbando di tabacchi esteri (in primo grado la pena era stata di 9 anni) mentre fu assolto dall'accusa di esportazione di valuta.
Zaza si era fatto costruire 2 lussuose ville, una a Posillipo e l'altra a Beverly Hills, viaggiando spesso tra la Francia e gli Stati Uniti. Rilasciò anche alcune interviste, l'ultima delle quali nel 1991 a un giornalista dell'agenzia di ANSA in Costa Azzurra nella quale proferì parole di stima per il giudice Giovanni Falcone:
(Intervista rilasciata al cronista dell'ANSA nel 1991)
e di ironia per i politici:
(Intervista rilasciata al cronista dell'ANSA nel 1991)
Venne di nuovo arrestato a Villeneuve-Loubet il 12 maggio 1993 con l'accusa di associazione camorristica, narcotraffico e duplice omicidio. Quest'ultimo reato si riferì proprio all'uccisione dei due contrabbandieri siciliani, strangolati nel giugno del 1977 dai Zaza, Lorenzo Nuvoletta e i Bontate. Il 27 marzo 1994 l'Italia ottenne dalla Francia l'estradizione di Zaza.

## Vita privata
Zaza aveva sposato una donna francese e aveva avuto tre figli.

## Morte
È morto a 49 anni al policlinico Umberto I di Roma, dove era arrivato per sottoporsi ad esami clinici, il 18 luglio 1994, stroncato dalla stenosi mitralica, una malattia cardiaca di cui era affetto da tempo. I funerali si svolsero il 20 luglio nella cappella dell'obitorio dell'ospedale alla presenza dei soli famigliari più stretti e fu seppellito nel cimitero di Portici.